# Uruhuasia cruciata
Uruhuasia cruciata är en tvåvingeart som beskrevs av Townsend 1914. Uruhuasia cruciata ingår i släktet Uruhuasia och familjen parasitflugor.
Artens utbredningsområde är Peru. Inga underarter finns listade i Catalogue of Life.